# Aeropuerto Internacional de Nom Pen
El Aeropuerto Internacional de Nom Pen (IATA: PNH, OACI: VDPP) (en camboyano: អាកាសយានដ្ឋានអន្តរជាតិភ្នំពេញ, en francés: Aéroport International De Phnom Penh) es el principal aeropuerto de Camboya y está próximo a Nom Pen, a una distancia de 7 km (4,3 millas) al oeste de la capital. El aeropuerto era anteriormente conocido como Aeropuerto Internacional Pochentong.
El 6 de julio de 1995, el Real Gobierno de Camboya (RGC) firmó un acuerdo de concesión con la compañía franco-malaya Société Concessionaire d’Aéroport (SCA), para que gestionase el Aeropuerto Internacional de Nom Pen (PNH) - Pochentong. A cambio de la concesión de veinte años, SCA -- 70 por ciento de propiedad de Groupe GTM y 30 por ciento de Muhibbah Masterron de Malasia -- se compromete a invertir 110 millones de dólares en un programa que incluye la construcción de una nueva pista, terminal y edificio de carga, hangares, instalación de un sistema de aterrizaje ILS Cat III y su iluminación de aproximación asociada. 
El Berger Group fue elegido por el gobierno camboyano para proporcionar los servicios de ingeniería independiente durante la concesión, para auditar el diseño y evaluar la practicidad y costes propuestos por la concesionaria. El equipo Berger también supervisa los trabajos iniciales para dar cabida a aviones de fuselaje ancho como el Boeing 747, incluyendo la ampliación de anchura de la pista de asfalto y hormigón; la instalación de un nuevo ILS, equipamiento meteorológico, iluminación de pista y sistemas de generación y potencia; y construcción de un nuevo edificio SEI, rodadura y raquetas de backtrack. 
Tras la conclusión de manera satisfactoria de los trabajos iniciales, el equipo Berger revisó el diseño y proporcionó los servicios de ingeniería independiente para la construcción de una nueva terminal de 18.000 metros2 capaz de acomodar al crecimiento de tráfico. La terminal valorada en 22 millones de dólares incluye tres fingers, más de 700 plazas de aparcamiento e instalaciones VIP y CIP. 

## Aerolíneas y destinos

### Destinos nacionales
| Aerolíneas                | Destinos                 |
| ------------------------- | ------------------------ |
| Bassaka Air               | Siem Reap                |
| Cambodia Air              | Siem Reap, Sihanoukville |
| Cambodia Angkor Air       | Siem Reap, Sihanoukville |
| Cambodia Bayon Airlines   | Siem Reap                |
| JC International Airlines | Siem Reap, Sihanoukville |
| Lanmei Airlines           | Siem Reap, Sihanoukville |

### Destinos internacionales
| Ciudades por países   | Nombre del aeropuerto                          | Aerolíneas | Aeronaves                              | Frecuencias semanales |
| Asia                  | Asia                                           | Asia | Asia                                   | Asia                  |
| --------------------- | ---------------------------------------------- | --- | -------------------------------------- | --------------------- |
| China                 |                                                | |                                        |                       |
| Baotou                | Aeropuerto de Baotou                           | JC International Airlines                                                                                                | A320-214                               |                       |
| Changsha              | Aeropuerto Internacional de Changsha-Huanghua  | Bassaka Air (Estacional)                                                                                                 | A320-214                               |                       |
| Chengdú               | Aeropuerto Internacional de Chengdú-Shuangliu  | JC International Airlines                                                                                                | A320-214                               |                       |
| Chongqing             | Aeropuerto Internacional de Chongqing Jiangbei | JC Internatioanl Airlines Shandong Airlines                                                                              | A320-214                               |                       |
| Guangzhou             | Aeropuerto Internacional de Cantón-Baiyun      | Cambodia Angkor Air China Southern Airlines Lanmei Airlines Shenzhen Airlines Spring Airlines                            | A32xceo A32x                           |                       |
| Guiyang               | Aeropuerto Internacional de Guiyang            | JC International Airlines                                                                                                | A320-214                               |                       |
| Hainan                | Aeropuerto Internacional de Sanya Phoenix      | JC International Airlines Hainan Airlines                                                                                | A320-214                               |                       |
| Hefei                 | Aeropuerto Internacional de Hefei              | JC International Airlines                                                                                                | A320-214                               |                       |
| Jinan                 | Aeropuerto Internacional de Jinan Yaoqiang     | Shandong Airlines |                                        |                       |
| Jieyang               | Aeropuerto Internacional de Jieyang Chaoshan   | Spring Airlines |                                        |                       |
| Kunming               | Aeropuerto Internacional de Kunming-Changshui  | China Eastern Airlines                                                                                                   |                                        |                       |
| Nanning               | Aeropuerto Internacional de Nanning-Wuxu       | China Eastern Airlines                                                                                                   |                                        |                       |
| Nankín                | Aeropuerto Internacional de Nankín-Lukou       | China Eastern Airlines                                                                                                   |                                        |                       |
| Pekín                 | Aeropuerto Internacional de Pekín-Daxing       | Air China China Southern Airlines                                                                                        |                                        |                       |
| Shanghái              | Aeropuerto Internacional Pudong                | China Eastern Spring Airlines                                                                                            |                                        |                       |
| Shenzhen              | Aeropuerto Internacional de Shenzhen-Bao'an    | China Southern Airlines Shenzhen Airlines Spring Airlines                                                                |                                        |                       |
| Xiamen                | Aeropuerto Internacional de Xiamen-Gaoqi       | Xiamen Airlines |                                        |                       |
| Zhanjiang             | Aeropuerto Internacional de Zhanjiang          | China Express Airlines                                                                                                   |                                        |                       |
| Corea del Sur         |                                                | |                                        |                       |
| Seúl                  | Aeropuerto Internacional de Seúl-Incheon       | Asiana Airlines Korean Air                                                                                               |                                        |                       |
| EAU                   |                                                | |                                        |                       |
| Dubái                 | Aeropuerto Internacional de Dubái              | Emirates Korean Air |                                        |                       |
| Filipinas             |                                                | |                                        |                       |
| Manila                | Aeropuerto Internacional Ninoy Aquino          | Philippine Airlines |                                        |                       |
| Hong Kong             |                                                | |                                        |                       |
| Hong Kong             | Aeropuerto Internacional de Hong Kong          | Cathay Dragon Lanmei Airlines                                                                                            | A32xceo                                |                       |
| Japón                 |                                                | |                                        |                       |
| Tokio                 | Aeropuerto Internacional de Narita             | All Nippon Airways |                                        |                       |
| Laos                  |                                                | |                                        |                       |
| Vientián              | Aeropuerto Internacional Wattay                | Vietnam Airlines |                                        |                       |
| Macao                 |                                                | |                                        |                       |
| Macao                 | Aeropuerto Internacional de Macao              | Bassaka Air Cambodia Airways JC International Airlines                                                                   | A320-214 A32xceo A320-214              |                       |
| Malasia               |                                                | |                                        |                       |
| Kuala Lumpur          | Aeropuerto Internacional de Kuala Lumpur       | AirAsia Malaysia Airlines Malindo Air                                                                                    | A3xx                                   |                       |
| Catar                 |                                                | |                                        |                       |
| Doha                  | Aeropuerto Internacional Hamad                 | Qatar Airways |                                        |                       |
| Singapur              |                                                | |                                        |                       |
| Singapur              | Aeropuerto Internacional de Singapur           | SilkAir |                                        |                       |
| Tailandia             |                                                | |                                        |                       |
| Bangkok               | Aeropuerto Internacional Don Mueang            | Thai AirAsia | A32x                                   |                       |
| Bangkok               | Aeropuerto Internacional Suvarnabhumi          | Bangkok Airways Cambodia Airways Emirates JC International Airlines Lanmei Airlines Thai AirAsia Thai Airways Thai Smile | A32xceo A320-214 A32xceo A32x A320-232 |                       |
| Phuket                | Aeropuerto Internacional de Phuket             | Thai AirAsia | A32x                                   |                       |
| Taiwán                |                                                | |                                        |                       |
| Taichung              | Aeropuerto Internacional de Taichung           | Cambodia Airways | A32xceo                                |                       |
| Taipéi                | Aeropuerto Internacional de Taiwán Taoyuan     | China Airlines EVA Air JC International Airlines                                                                         | A320-214                               |                       |
| Vietnam               |                                                | |                                        |                       |
| Ciudad de Ho Chi Minh | Aeropuerto Internacional de Tan Son Nhat       | JC International Airlines Vietnam Airlines Qatar Airways                                                                 | A320-214                               |                       |
| Hanói                 | Aeropuerto Internacional de Nội Bài            | Cambodia Angkor Air Vietnam Airlines                                                                                     |                                        |                       |

## Estadísticas

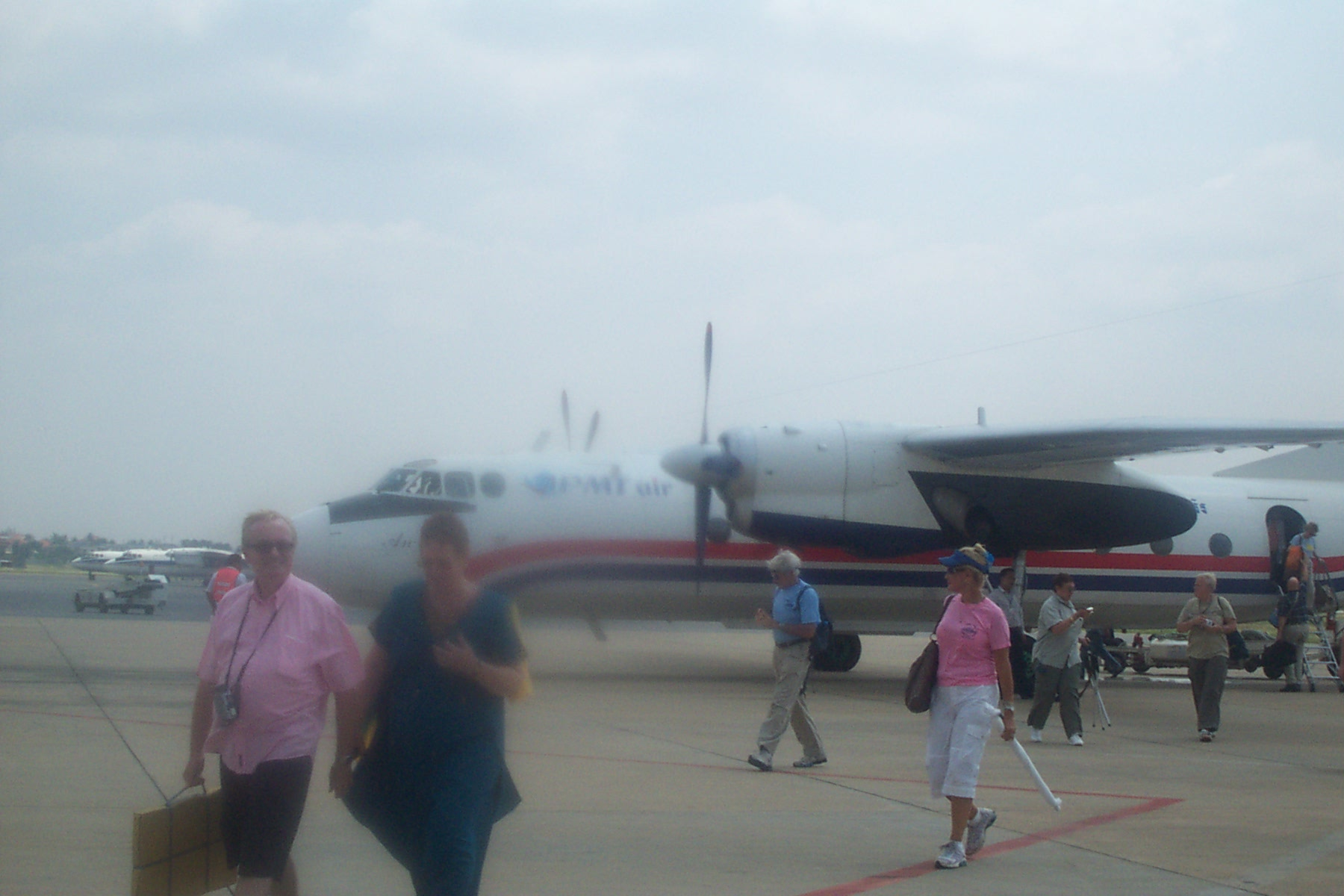

Ver fuente y consulta Wikidata.
| 1998 | 595.432   | 6.244  |
| 1999 | 738.115   | 7.239  |
| 2000 | 860.614   | 8.625  |
| 2001 | 917.367   | 17.364 |
| 2002 | 948.614   | 18.082 |
| 2003 | 867.190   | 16.346 |
| 2004 | 1.022.203 | 17.543 |
| 2005 | 1.081.745 | 17.033 |
| 2006 | 1.322,267 | 19.042 |
| 2007 | 1.598.424 | 20.881 |

## Perfil de la Terminal Internacional
- Total capacidad: 2 millones de pasajeros 
  - Superficie: 16.000 m²
  - Sala de espera: 1.300 m²
  - Sala VIP: 250 m²
  - Comida y bebida: 350 m²
  - Duty Free: 700 m²
- Capacidad de asientos: 360
- Mostradores de facturación: 22
- Visa, Inmigración y Control de Pasaportes: 30
- Puertas de embarque: 4 con finger, 2 con acceso a autobús
- Cintas de recogida de equipajes: 2 (Internacional)
- Aparcamiento: 380

## Perfil de terminal doméstica
Lateral de embarque
- Capacidad de atención de pasajeros: 300 pasajeros por hora.
- Superficie: 1.200 m².
- Puertas de embarque: 3

Lateral de llegadas: 
- Superficie  : 2.470 m².
- Jardín: 900 m².
- Capacidad total : 400.000 pasajeros/año

## Pista
- Longitud: 3.000 m
- Ancho: 45 m.
- Orientación: 46 º - 226º (QFU 05 - 23)
- Superficie: betún con base de hormigón
- Rodaduras perpendiculares: (30 m de ancho más 5 m de margen a cada lado): 2
- Capacidad en hora punta: 10 operaciones (rodaduras)
- Número de puestos: 13 (4 en contacto) 
  - Zona de hormigón...... : 46.150  m², 6 puestos
  - Zona de asfalto.........: 18.000  m²,  5 puestos
  - Área total.............: 64.150  m²
- Ayudas visuales y a la navegación: 
  - VOR/DME
  - ILS
  - Meteo